# マリア・アンドレイチク
マリア・アンドレイチク（Maria Magdalena Andrejczyk、ポーランド語発音: [ˈmarja anˈdrɛjtʂɨk]、1996年3月9日 - ）は、やり投を専門とするポーランドの陸上競技選手で、オリンピックに2大会出場している。全年齢を対象としたポーランド選手権およびポーランド・ユース・オリンピックのメダリストである。

## 人物
アンドレイチクは2020年東京オリンピックのやり投で銀メダルを獲得し、ヨーロッパチーム選手権大会の2015年の優勝者である。アンドレイチクの自己ベスト記録は2021年の71.40mで、これはやり投のポーランド記録であるとともに、競技会での歴代世界3位のタイ記録である。また、ジュニア世界記録（62.11cm、2015年8月1日、ポーランド・ツェトニエボ）保持者でもある。

## 経歴

### 生い立ち
アンドレイチクは1996年3月9日にポーランド、スヴァウキで生まれた。マウゴジャタ（旧姓カルウォヴィチ、元・砲丸投げ選手）とトーマシュの娘であり、4人の兄弟がいる。セイニ地区のククレで育った。小学校5年の時に、体育教師カロル・シコルスキ（Karol Sikorski）の指導の下で陸上競技のトレーニングを開始した。2010年から2011年にかけて、セイニの第2中学校に通学している間に、地元の中学校の学生スポーツクラブの代表となり、最終学年のときにはハンチャ・スヴァウキ（Hańcza Suwałki）の選手となった。セイニの高校で学びながら、バレーボールの競技を陸上競技のトレーニングに組み合わせた。2015年に高校の卒業試験に合格したのち、2016年にビャウィストク大学で英語文献学を学び始め、一年後にはスヴァウキの国立高等教育学校の英語＝ロシア語学（翻訳専門）に移り、2019年に卒業した。

### 競技歴
2011年、キェルツェで開催されたジュニア選手権で金メダルを獲得し、ポーランド選手権の種目で初のメダルを獲得した。初めて出場した国際大会は、2013年にドネツクで開催された2世界ユース陸上競技選手権大会で、決勝ステージに出場した。一年後、ユージーンで開催された世界ジュニア陸上競技選手権大会で5位入賞を果たした。2015年、北京での世界陸上競技選手権大会に出場したが、決勝には進めなかった。同年、エシルストゥーナでの競技会で、ヨーロッパジュニアチャンピオンとなった。
2016年、シニアのポーランド選手権大会で1位となった。同年7月、アムステルダムで開催されたヨーロッパ陸上競技選手権大会に出場したが、予選を13位で終わった（決勝進出には20cm不足していた）。
アンドレイチクはリオデジャネイロでの2016年オリンピックで代表になった。2016年8月16日、予選をポーランド記録の67.11mで勝ち抜き決勝に進んだ。2日後に行われた決勝戦では4位に終わり、銅メダル争いではオリンピックで2回優勝しているチェコのバルボラ・シュポタコバに敗れ、4位に終わった。
オリンピックの直後、アンドレイチクは疲労骨折した肩の手術を受けた。第82回「ポーランド2016年ベスト10アスリート」投票では、「ディスカバリー・オブ・ザ・イヤー」に選ばれまた。2017年の競技シーズンはリハビリのために欠場し、2018年6月に競技に復帰したが、ベルリンのヨーロッパチーム選手権大会では十分なフォームを作ることができず、ルブリンでのポーランド選手権大会で5位に終わった。2018年10月、骨肉腫と診断され、すぐに治療を受け、治癒した。2019年8月23日、ポーランドのシニア選手権で59.00mのスコアで2度目の優勝を果たす。翌シーズンには地元のブィドゴシュチュで開かれた欧州チーム選手権スーパーリーグで2位を獲得し、ドーハで開かれた世界陸上競技選手権大会の出場権を獲得したが、予選で敗退した。
2021年5月9日、隔年で開催されたヨーロピアン・スローワーズ・カップでは、71.40を記録し、再びポーランドの記録を更新した。これは種目史上3番目の好成績であり、10年ぶりの好成績であった。
2021年に開催された2020年東京オリンピック大会のやり投で銀メダルを獲得した。

## 私生活
アンドレイチクは2018年からポーランド人トレーナーのマルチン・ローゼンガルテンと交際している。

## メダルの競売
2020年東京オリンピック大会のやり投で銀メダルを獲得したのちに、ポーランド国内の8歳児の手術費用を募るためにメダルを競売にかけた。競売はポーランドの企業が12万5000ドルで落札し、男児は手術を受けられることになった。一方、落札企業はメダルをアンドレイチクに返却する旨を表明した。

## 競技記録
| 年                   | 大会                                 | 会場                           | 結果                 | 種目                 | 補足                 |
| ポーランド代表として | ポーランド代表として                 | ポーランド代表として           | ポーランド代表として | ポーランド代表として | ポーランド代表として |
| -------------------- | ------------------------------------ | ------------------------------ | -------------------- | -------------------- | -------------------- |
| 2013                 | 世界ユース陸上競技選手権大会         | ウクライナ、ドネツク           | 26位（予選通過）     | やり投（500g）       | 45.14m               |
| 2014                 | 世界ジュニア陸上競技選手権大会       | アメリカ合衆国、ユージーン     | 5位                  | やり投               | 53.66 m              |
| 2015                 | ヨーロッパジュニア陸上競技選手権大会 | スウェーデン、エシルストゥーナ | 1位                  | やり投               | 59.73m               |
| 2015                 | 世界陸上競技選手権大会               | 中国、北京                     | 28位（予選通過）     | やり投               | 56.75m               |
| 2016                 | ヨーロッパ陸上競技選手権大会         | オランダ、アムステルダム       | 13位（予選通過）     | やり投               | 57.93m               |
| 2016                 | オリンピック                         | ブラジル、リオデジャネイロ     | 4位                  | やり投               | 64.78m               |
| 2019                 | 世界陸上競技選手権大会               | カタール、ドーハ               | 22位（予選通過）     | やり投               | 57.68m               |
| 2021                 | オリンピック                         | 日本、東京                     | 2位                  | やり投               | 64.61m               |